# Йосип Башич
Йосип Башич (хорв. Josip Bašić, нар. 2 березня 1996, Спліт) — хорватський футболіст, фланговий захисник та півзахисник. З липня 2020 вільний агент.

## Клубна кар'єра
Народився 2 березня 1996 року в місті Спліт. У дитинстві грав за команди «Приморац 1929» зі Стобреча і «Омладинац» з Враньїца. У 2010 році потрапив в академію сплітського «Хайдука». У складі юнацької команди до 17 років грав на правому фланзі, потрапивши туди у віці 15 років. Залучався до складу клубу з вихованців не старше 19 років, грав на позиції захисника і півзахисника.
В основному складі клубу дебютував 29 вересня 2012 року в матчі проти загребського «Динамо», замінивши на 57-й хвилині Марко Бенцуна. Йосип став у віці 16 років, 6 місяців та 27 днів наймолодшим дебютантом клубу.
Після 8 років, проведених у клубі, влітку 2020 став вільним агентом.

## Виступи за збірні
З 2010 року виступав у складі юнацьких збірних Хорватії різних вікових категорій. У складі збірної до 17 років Башич був капітаном на чемпіонаті Європи 2013 року в Словаччині, зіграв там всі три матчі, однак за додатковими показниками збірна Хорватії з 5 очками не вийшла в плей-оф. Загалом взяв участь у 42 іграх на юнацькому рівні, відзначившись 14 забитими голами.